# Červený Újezd u Votic zastávka
Červený Újezd u Votic zastávka je železniční zastávka na trati Praha – České Budějovice, která se nachází na Votickém zhlaví stanice Červený Újezd u Votic u obce Červený Újezd v okrese Benešov ve Středočeském kraji. Zastávka nahradila dřívější zastávku Červený Újezd u Votic.
Zastávka byla stavebně dokončena k 1. červenci 2022 v rámci zprovoznění přeložky tratě mezi Voticemi a Sudoměřicemi u Tábora, ale vzhledem k přetrvávajícímu jednokolejnému provozu v úseku Votice – Červený Újezd u Votic byly přes prázdninové měsíce všechny osobní vlaky nahrazeny náhradní autobusovou dopravou. Vlaky zde začaly zastavovat se zavedením dvojkolejného provozu od 1. září 2022.

## Uspořádání
Zastávka je vybavena dvěma vnějšími nástupišti mostového typu výšky 550 mm nad temenem kolejnice délky 90 m s možností prodloužení na 140 m. Obě nástupiště jsou osazena přístřešky pro cestující. Přístup na nástupiště je po bezbariérových chodnících z místní komunikace, jež je v prostoru stanice přemostěna. Zastávka se nachází zhruba o 100 m dále od obce než zastávka původní.